# Novoborisivka
Novoborisivka (en ucraniano: Новоборисівка) es un pueblo ucraniano perteneciente al óblast de Odesa. Situado en el suroeste del país, es parte del raión de Rozdilna y centro del municipio (hromada) homónimo.

## Toponimia
En todos los idiomas de importancia local, el asentamiento se conoce con el nombre de Novoborisovka (en ruso: Новоборисовка). Anteriormente, el asentamiento se conocía como Michelsthal (en alemán: Michelsthal; en ucraniano: Міхельсталь).

## Geografía
Novoborisivka se encuentra 90 kilómetros al noroeste de Odesa. 

## Historia
La ciudad fue fundada oficialmente en 1892 como asentamiento para trabajadores del ferrocarril Krasné-Odesa.

## Demografía
La evolución de la población de Novoborisivka entre 1989 y 2001 fue la siguiente:
| 1973                                                          | 2277 |
| (Fuente: Cities & Towns of Ukraine y UKRAINE: Größere Städte) |      |

Según el censo de 2001, la lengua materna de la mayoría de los habitantes, el 89,94%, es el ucraniano; del 5,97% es el ruso; y del rumano, 2,94%.